# Rhinopithecus brelichi
O macaco-cinzento-de-nariz-arrebitado (Rhinopithecus brelichi), também conhecido como macaco-cinzento-de-nariz-arrebitado-de-guizhou é uma das 5 espécies de Rhinopithecus. É endémico da província de Guizhou, na China.

## Estado de conservação
Esta espécie foi considerada como ameaçada, pois existe menos de 1.000 indivíduos maduros concentrados numa zona tão pequena.